# Vrbice u Stříbra
Vrbice u Stříbra (do roku 1950 jen Vrbice) je vesnice, část města Kladruby v okrese Tachov v Plzeňském kraji. Nachází se asi tři kilometry severozápadně od Kladrub. Je zde evidováno 68 adres. V roce 2011 zde trvale žilo 51 obyvatel.
Vrbice u Stříbra je také název katastrálního území o rozloze 3,61 km².

## Historie
První písemná zmínka o vesnici pochází z roku 1115.

## Obyvatelstvo
| Rok            | 1869 | 1880 | 1890 | 1900 | 1910 | 1921 | 1930 | 1950 | 1961 | 1970 | 1980 | 1991 | 2001 | 2011 | 2021 |
| -------------- | ---- | ---- | ---- | ---- | ---- | ---- | ---- | ---- | ---- | ---- | ---- | ---- | ---- | ---- | ---- |
| Počet obyvatel | 125  | 169  | 156  | 182  | 178  | 164  | 160  | 86   | 89   | 82   | 58   | 35   | 33   | 51   | 47   |
| Počet domů     | 25   | 29   | 28   | 30   | 29   | 28   | 29   | 28   | 20   | 21   | 20   | 21   | 23   | 24   | 25   |

## Obecní správa
Při sčítání lidu v letech 1850–1963 Vrbice u Stříbra byla samostatnou obcí v okrese Stříbro. Od roku 1964 je částí města Kladruby v okrese Tachov.

## Pamětihodnosti
- Mohylník

## Další fotografie

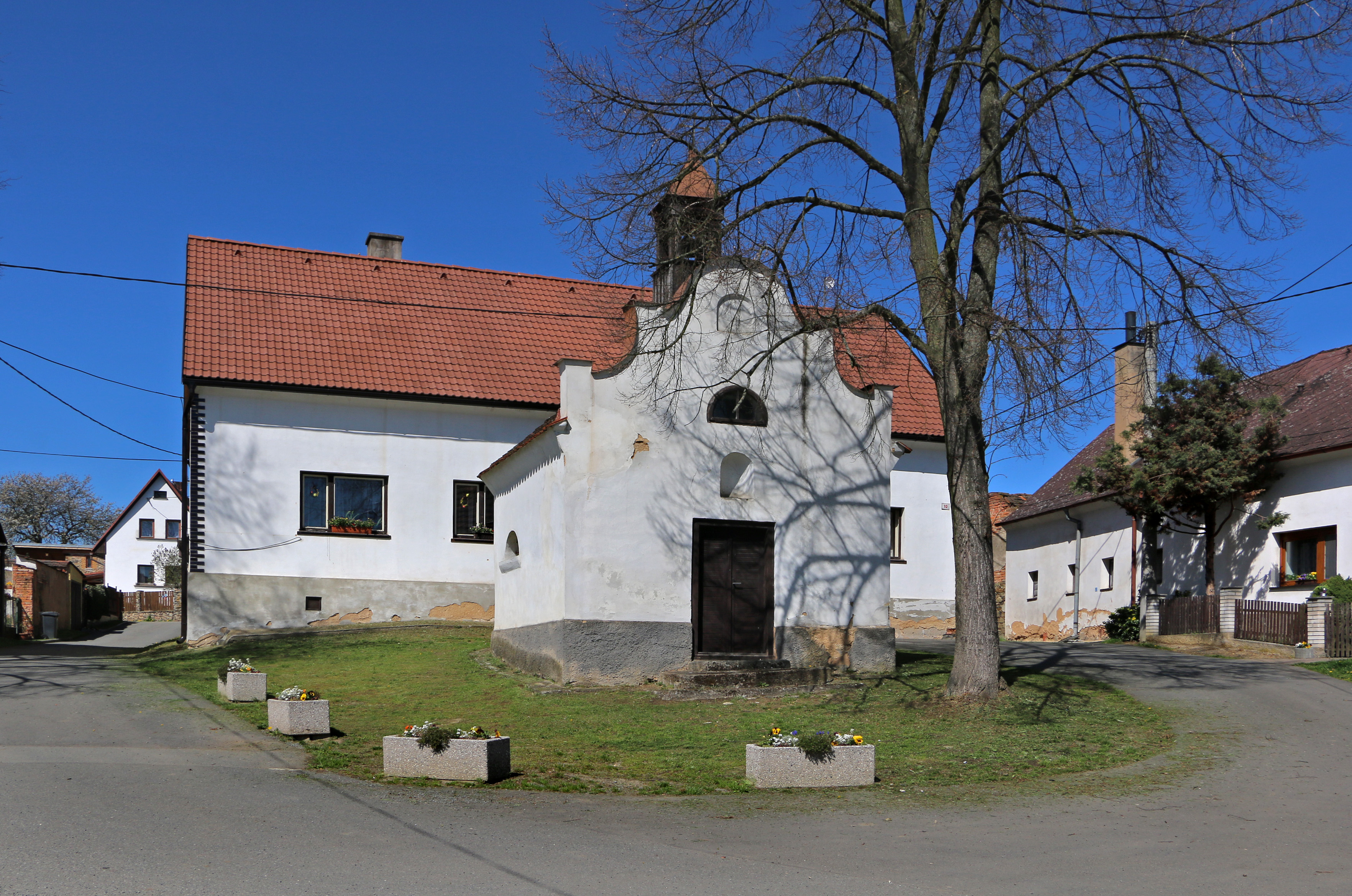
Kaple na návsi
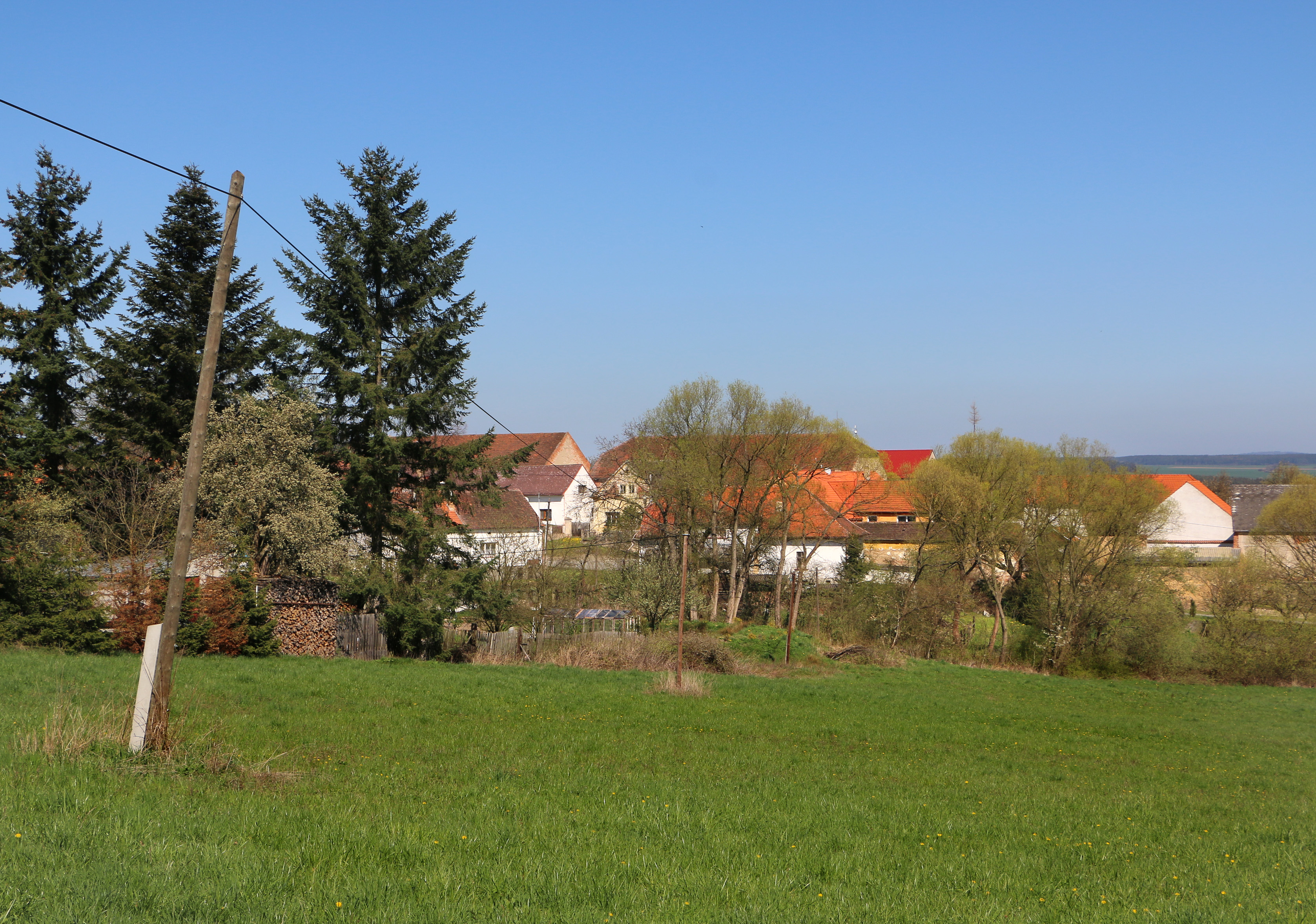
Vesnice od jihu
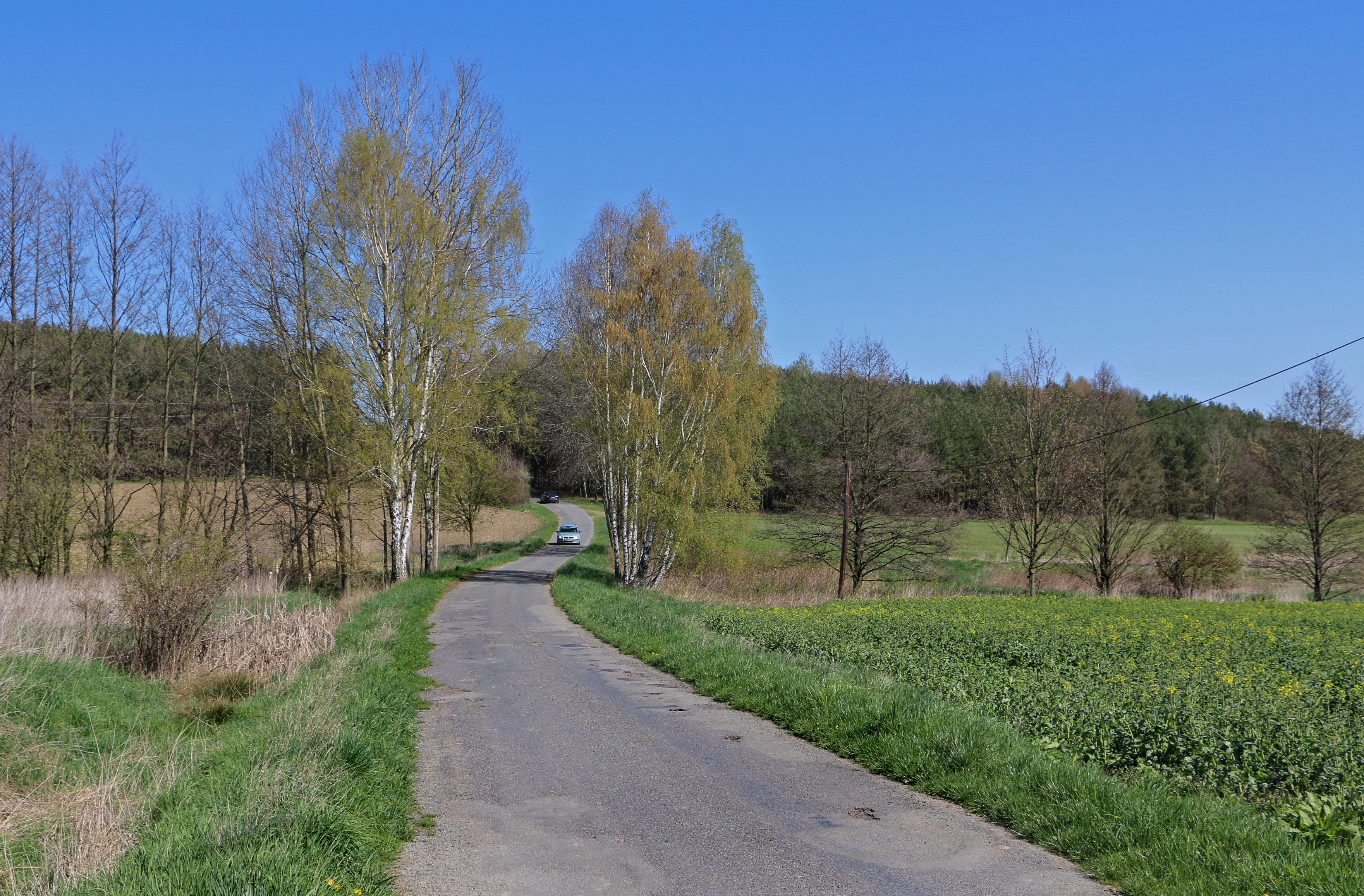
Příjezd k vesnici